# Брошу, Крис
Крис Брошу́ (англ. Chris Brochu, род. 25 июня 1989, Вашингтон) — американский актёр. Наиболее известен по роли Люка Паркера в телесериале «Дневники вампира», а также по роли Рэя Бича в фильме «Лимонадный рот». Брошу также поёт в группе Fall Into Faith.

## Биография
Крис Брошу родился в Вашингтоне 25 июня 1989 года. У него есть младший брат Даг Брошу, также актёр.

## Фильмография
| Кино        | Кино                          | Кино                   | Кино                 | Кино                                                                      |
| Год         | Русское название              | Оригинальное название  | Роль                 | Примечание                                                                |
| ----------- | ----------------------------- | ---------------------- | -------------------- | ------------------------------------------------------------------------- |
| 2008        |                               | Pose Down              | Брайан Дек (молодой) |                                                                           |
| 2008        | Солнечная вспышка             | Solar Flare            | Райли Смитер         |                                                                           |
| 2011        | Сёрфер души                   | Soul Surfer            | Тимми Хэмилтон       |                                                                           |
| 2011        | Лимонадный рот                | Lemonade Mouth         | Рэй Бич              | ТВ фильм                                                                  |
| 2011        |                               | Truth Be Told          | Кенни Крейн          | ТВ фильм                                                                  |
| 2012        |                               | Adrift                 | Люк                  | Короткометражка                                                           |
| 2014        | Я буду помнить                | I’ll Remember          | подросток Джоуи      | Короткометражка                                                           |
| 2014        | Без средств                   | Stranded               | Бен                  |                                                                           |
| 2014        |                               | High School Possession | Мейс Эдкнс           | ТВ фильм                                                                  |
| Телевидение |                               |                        |                      |                                                                           |
| Год         | Русское название              | Оригинальное название  | Роль                 | Примечание                                                                |
| 2007        | Нетакая                       | Unfabulous             | парень               | Эпизод 3.6 «The Two Timer»                                                |
| 2007        | Зоуи 101                      | Zoey 101               | парень               | Эпизод 3.23 «Logan Gets Cut Off»                                          |
| 2007        | Ханна Монтана                 | Hannah Montana         | Декс                 | Эпизод 2.5 «I Am Hannah, Hear Me Croak»                                   |
| 2009        | Менталист                     | The Mentalist          | молодой Джейн        | Эпизод 2.10 «Throwing Fire»                                               |
| 2011        | Мелисса и Джоуи               | Melissa & Joey         | Роман Мэйзес         | Эпизоды 1.21 «Young Love» и 1.22 «Mel and Joe’s Anniversary»              |
| 2012        | Пробуждение                   | Awake                  | Крис Чэпмен          | Эпизод 1.7 «Ricky’s Tacos»                                                |
| 2012        | Морская полиция: Лос-Анджелес | NCIS: Los Angeles      | офицер Аллен         | Эпизод 4.10 «Free Ride»                                                   |
| 2013-15     | Дневники вампира              | The Vampire Diaries    | Люк Паркер           | Второстепенная роль; 14 эпизодов                                          |
| 2016        | Бесстыжие                     | Shameless              | Дилан                | Эпизоды 6.01 «I Only Miss Her When I’m Breathing» и 6.02 «#AbortionRules» |